# 大花糙苏
大花糙苏（学名：Phlomis megalantha）为唇形科糙苏属下的一个种。